# Codal (construcción)

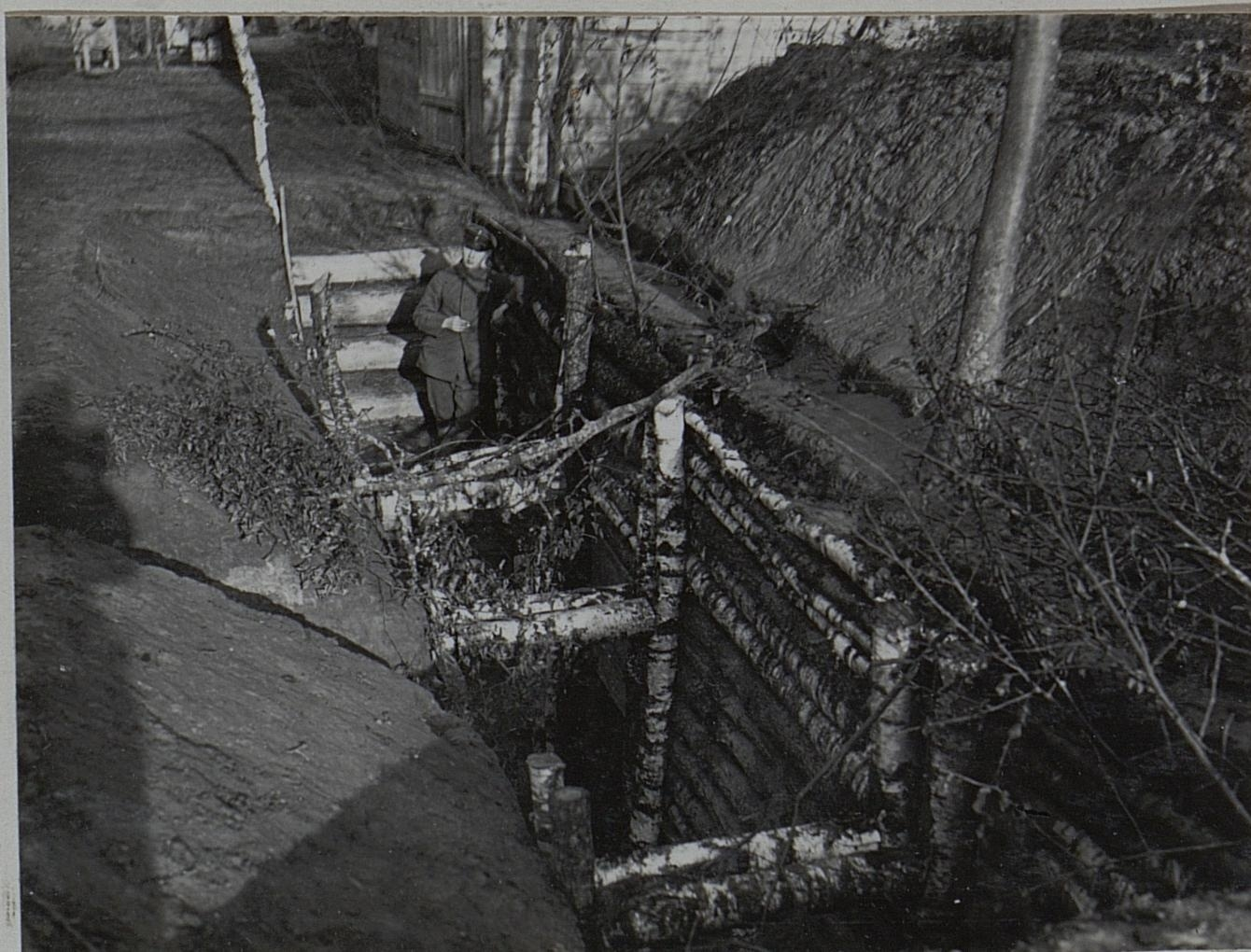
Trincheras con codales en la I Guerra Mundial

En construcción, se llama codal al madero que se coloca horizontalmente en un vano o hueco para contener los cuerpos laterales que lo forman. 
Se usan los codales habitualmente en las excavaciones de las zanjas profundas para sujetar los terrenos poco estables. 